# 都市の聖地
都市の聖地（としのせいち、英語：urban sacred）は都市内にある宗教的聖地のことで、自然の聖地の対極として扱われる。
都市の聖地は例えば東京や京都といった都市の中にある寺や神社、ニューヨークやパリの中にある教会などで、特にビルの谷間に埋没するような立地（つなぎ空間）と景観が象徴的な存在となるが、開発の波が押し寄せる途上国の都市では祠のような小さな聖地は失われがちで、それも都市環境破壊の一つとされる。基本的には聖地となるべき宗教施設が先に存在し、後に周囲が都市化したことで取り残された文化的空間となる。但し、一般人が埋葬される墓地は対象外。
都市空間における集いの場としての役割を持つことから、アーバンデザインの一環で現代建築風に改築され、伝統的意匠や文化資材の真正性が失われることも問題となっている。
世界遺産の必須条件である真正性を定めた真正性の奈良文書を補完する『アジア地域の文化遺産保存の代表的指針であるホイアン議定書』で示された「都市住民の信仰など精神文化を維持するための場所」としての位置付けで、国際連合人間居住計画によるハビタット3で採択されたニューアーバンアジェンダでも「都市での持続可能な生活に欠かせない要素」とされ、人間居住科学にも「都会における心の拠り所」として反映される。

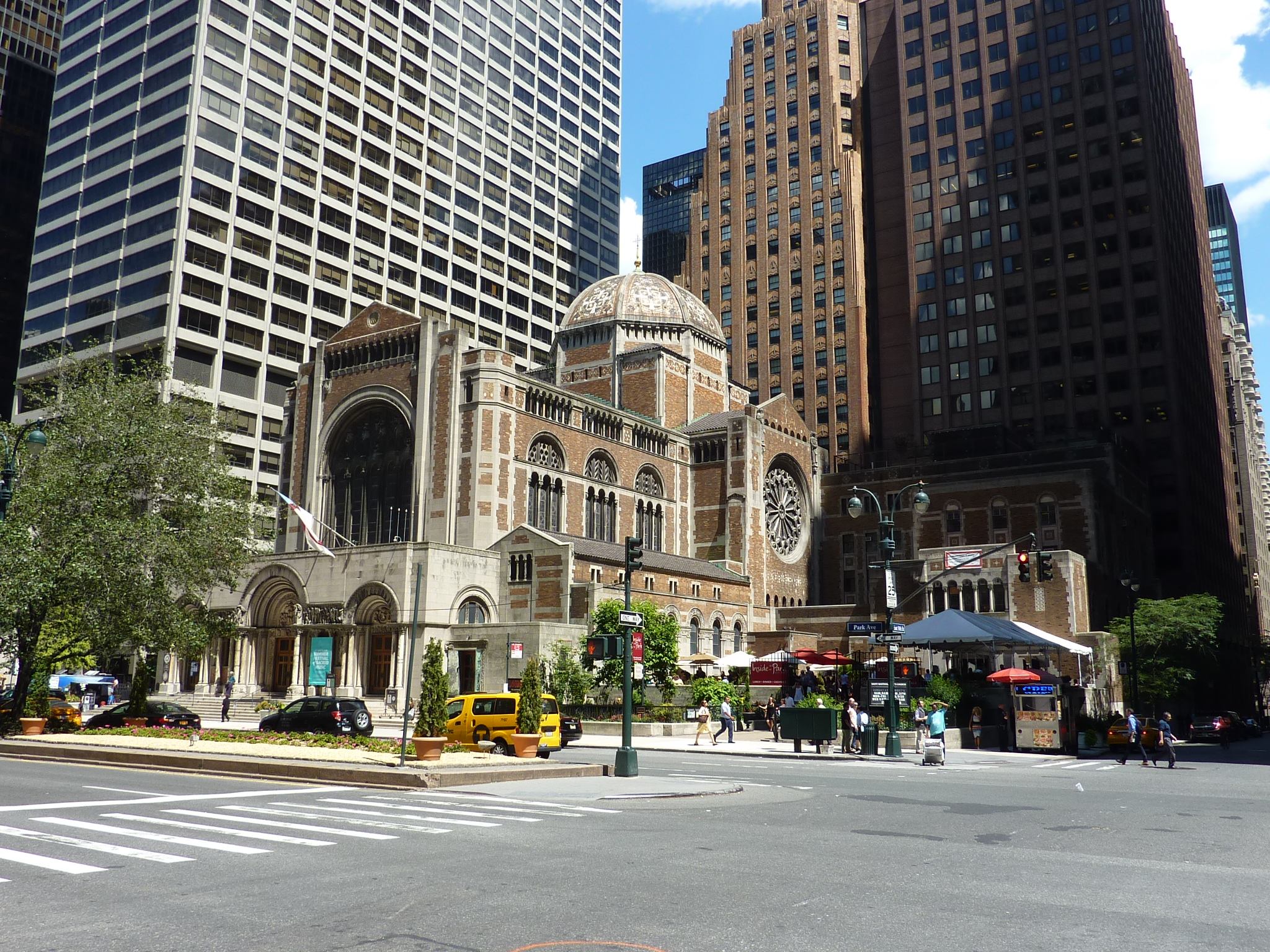
ニューヨークの摩天楼に囲まれた教会
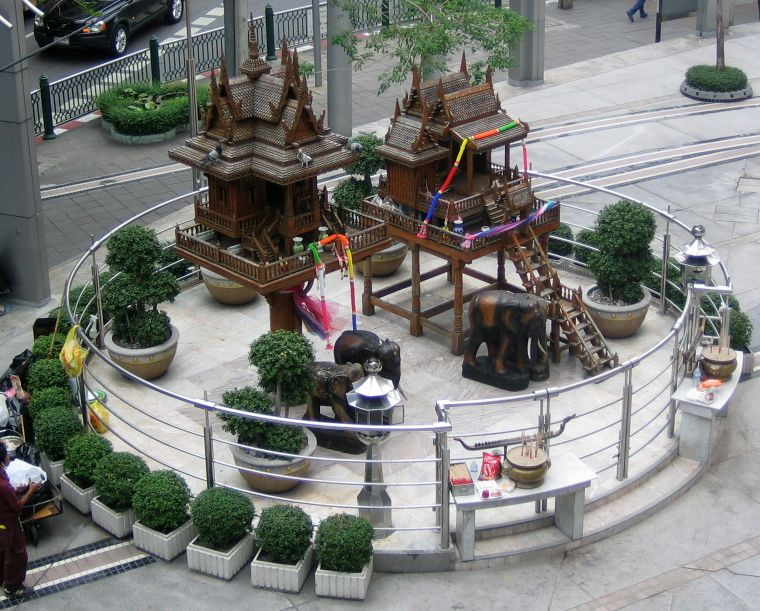
バンコクの精霊堂
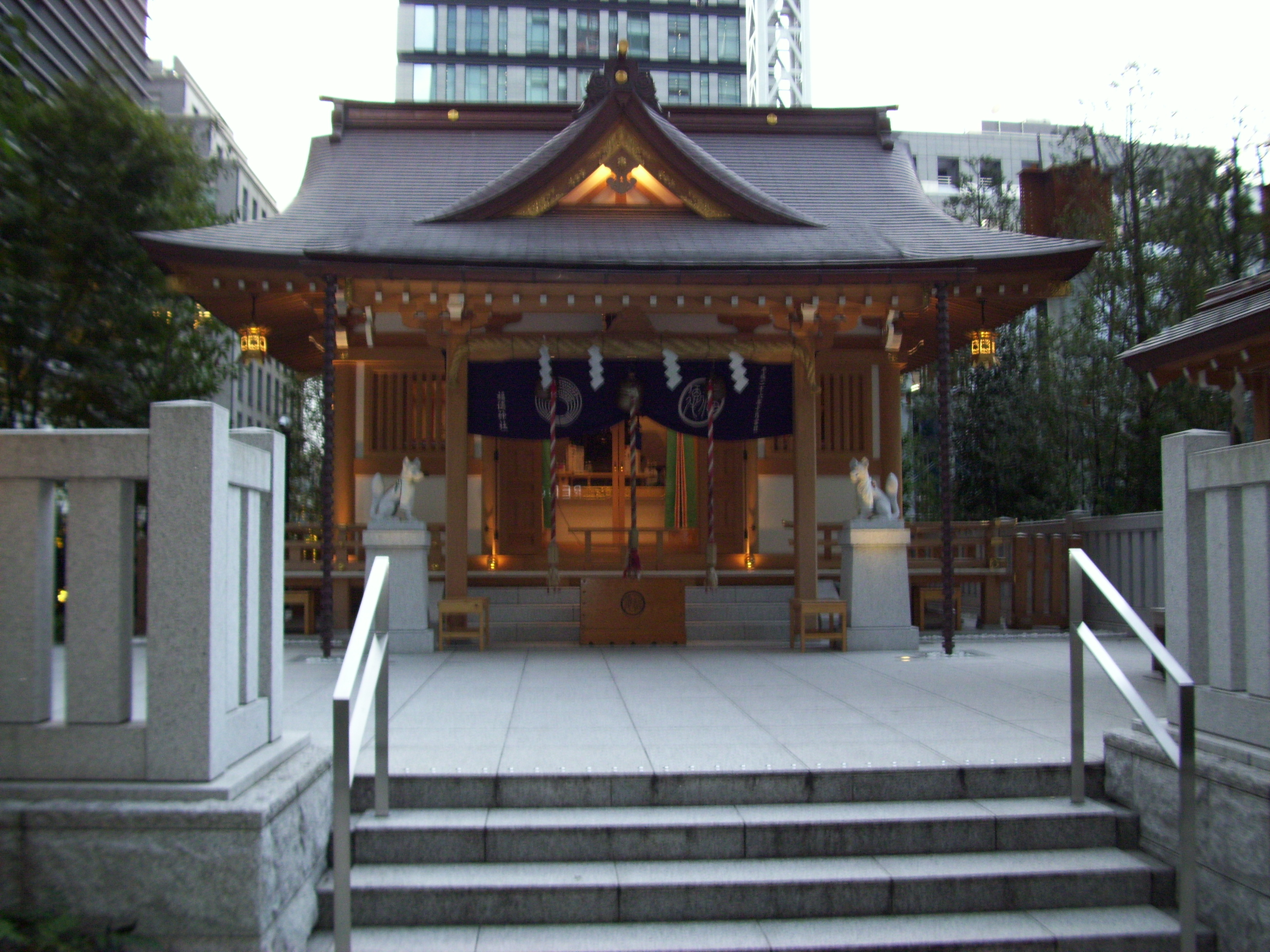
東京日本橋の公開空地に建てられた福徳稲荷
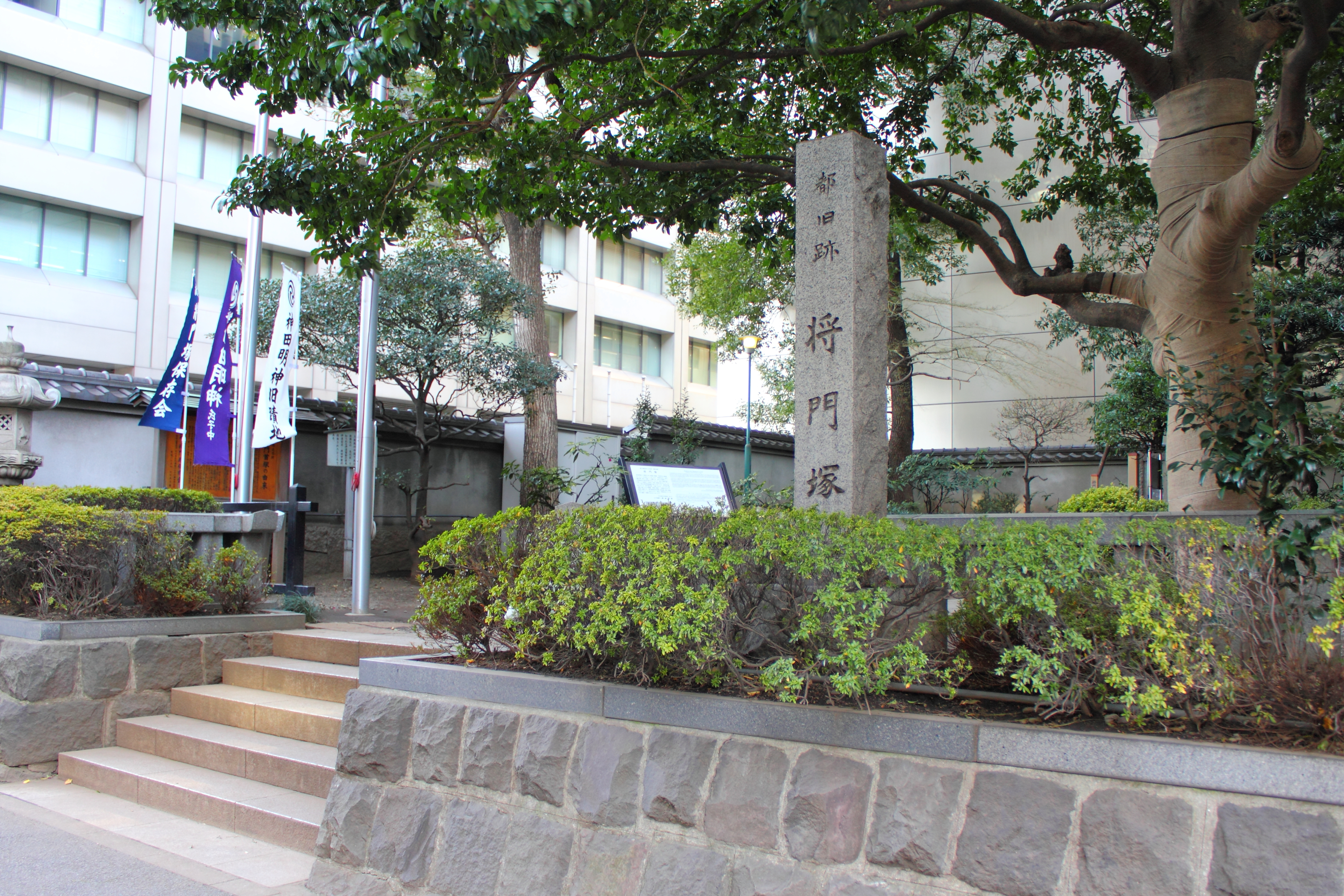
東京大手町の将門塚

## 参照・脚注
1. 1 2 3  Urban Sacred Natural Sites – A Call for ResearchIUCN（国際自然保護連合）
2. ↑  都市民俗学（urban folklore）では多神教に多く見られる傾向があるとし、東京（例えば銀座）やバリ島・インドなどにおいて顕著に見られるとしている
3. ↑  オーセンティシティに関する奈良ドキュメント (PDF) 文化庁
4. ↑  Hoi An Protocols for Best Conservation Practice in Asia (PDF)
5. ↑  New Urban Agenda”Habitat Ⅲ”　UN-Habitat